# 伊藤常七
伊藤 常七（いとう つねしち、1881年（明治14年）1月1日 - 没年不明）は、日本の商人（紙類卸問屋、洋紙商）、実業家、愛知県多額納税者。万常紙店代表社員。洋紙合同販売取締役。高崎板紙監査役。族籍は愛知県平民。

## 人物
愛知県・伊藤常七の二男。1896年、家督を相続し、萬作を改め襲名する。「万常紙店」と称し、紙商を営む。1910年、店の組織を会社に改め、「合資会社万常紙店」とし自ら代表社員となる。
1924年、同業者の有志と図って洋紙合同販売の創立に努力し、設立後その取締役に推される。1926年、名古屋紙商同業組合長に推され、続いて名古屋同業組合協会長にも就任する。
貴族院多額納税者議員選挙の互選資格を有する。趣味は囲碁、謡曲。住所は愛知県名古屋市中村区西日置町廻間口、西区本重町4丁目。店舗は西区下長者町2丁目。

## 家族・親族
伊藤家
- 父・常七[9]
- 母・みた（1845年 - ?、愛知、伊藤喜市の長女）[2]
- 兄[2]
- 妻・いそ（1886年 - ?、愛知、佐藤與兵衛の姉）[9]
- 嗣子・覺太郎（1911年 - ?、王子製紙社員）[8]
- 二男[2]
- 四男[9]
- 長女[9]
- 二女（1908年 - ?、愛知、浅井友彦の長男の妻）[5]
- 三女[5]